# Jindřich Trpišovský
Jindřich Trpišovský (Praga, 27 febbraio 1976) è un allenatore di calcio ceco, tecnico dello Slavia Praga.

## Carriera
Inizia la carriera da manager professionista partendo dall'Horní Měcholupy, club che porta dalla quarta alla terza divisione nella stagione 2012-2013, passando dall'annata successiva al Viktoria Žižkov. La storica compagine praghese vive anni difficili, culminati nel 2015 con la mancata iscrizione al campionato di seconda divisione e la conseguente retrocessione. In seguito, Trpišovský accetta la chiamata dello Slovan Liberec, guidando la squadra per due anni consecutivi fino alla fase a gironi dell'UEFA Europa League prima di passare allo Slavia Praga il 22 dicembre del 2017. A Praga s'impone subito nella coppa nazionale, ottenendo il trofeo al termine della stagione 2017-2018.

## Statistiche

### Statistiche da allenatore
Statistiche aggiornate al 18 maggio 2025. In grassetto le competizioni vinte.
| Stagione               | Squadra                | Campionato             | Campionato | Campionato | Campionato | Campionato | Coppe nazionali | Coppe nazionali | Coppe nazionali | Coppe nazionali | Coppe nazionali | Coppe continentali | Coppe continentali | Coppe continentali | Coppe continentali | Coppe continentali | Altre coppe | Altre coppe | Altre coppe | Altre coppe | Altre coppe | Totale | Totale | Totale | Totale | % Vittorie | Piazzamento |
| Stagione               | Squadra                | Comp                   | G          | V          | N          | P          | Comp            | G               | V               | N               | P               | Comp               | G                  | V                  | N                  | P                  | Comp        | G           | V           | N           | P           | G      | V      | N      | P      | %          | Piazzamento |
| ---------------------- | ---------------------- | ---------------------- | ---------- | ---------- | ---------- | ---------- | --------------- | --------------- | --------------- | --------------- | --------------- | ------------------ | ------------------ | ------------------ | ------------------ | ------------------ | ----------- | ----------- | ----------- | ----------- | ----------- | ------ | ------ | ------ | ------ | ---------- | ----------- |
| 2013-2014              | Viktoria Žižkov        | 2L                     | 30         | 14         | 5          | 11         | CR              | 5               | 3               | 1               | 1               | -                  | -                  | -                  | -                  | -                  | -           | -           | -           | -           | -           | 35     | 17     | 6      | 12     | 48,57      | 5º          |
| 2014-2015              | Viktoria Žižkov        | 2L                     | 30         | 16         | 7          | 7          | CR              | 5               | 3               | 1               | 1               | -                  | -                  | -                  | -                  | -                  | -           | -           | -           | -           | -           | 35     | 19     | 8      | 8      | 54,29      | 4º          |
| Totale Viktoria Žižkov | Totale Viktoria Žižkov | Totale Viktoria Žižkov | 60         | 30         | 12         | 18         |                 | 10              | 6               | 2               | 2               |                    | -                  | -                  | -                  | -                  |             | -           | -           | -           | -           | 70     | 36     | 14     | 20     | 51,43      |             |
| 2015-2016              | Slovan Liberec         | 1L                     | 30         | 17         | 7          | 6          | CR              | 5               | 2               | 1               | 2               | UEL                | 10                 | 6                  | 1                  | 3                  | CS          | 1           | 0           | 0           | 1           | 46     | 25     | 9      | 12     | 54,35      | 3º          |
| 2016-2017              | Slovan Liberec         | 1L                     | 30         | 10         | 9          | 11         | CR              | 3               | 2               | 0               | 1               | UEL                | 10                 | 5                  | 1                  | 4                  | -           | -           | -           | -           | -           | 43     | 17     | 10     | 16     | 39,53      | 9º          |
| lug.-dic. 2017         | Slovan Liberec         | 1L                     | 18         | 11         | 3          | 4          | CR              | 3               | 3               | 0               | 0               | -                  | -                  | -                  | -                  | -                  | -           | -           | -           | -           | -           | 21     | 14     | 3      | 4      | 66,67      | 9º          |
| Totale Slovan Liberec  | Totale Slovan Liberec  | Totale Slovan Liberec  | 78         | 38         | 19         | 21         |                 | 11              | 7               | 1               | 3               |                    | 20                 | 11                 | 2                  | 7                  |             | 1           | 0           | 0           | 1           | 110    | 56     | 22     | 32     | 50,91      |             |
| gen.-giu. 2018         | Slavia Praga           | 1L                     | 14         | 8          | 3          | 3          | CRC             | 3               | 3               | 0               | 0               | -                  | -                  | -                  | -                  | -                  | -           | -           | -           | -           | -           | 17     | 11     | 3      | 3      | 64,71      | 2º          |
| 2018-2019              | Slavia Praga           | 1L                     | 30+5       | 23+3       | 3+2        | 4          | CRC             | 5               | 5               | 0               | 0               | UCL+UEL            | 2+12               | 0+5                | 1+3                | 1+4                | -           | -           | -           | -           | -           | 54     | 36     | 9      | 9      | 66,67      | 1º          |
| 2019-2020              | Slavia Praga           | 1L                     | 30+5       | 22+4       | 6+1        | 2          | CRC             | 2               | 1               | 0               | 1               | UCL                | 8                  | 2                  | 2                  | 4                  | SCS         | 1           | 1           | 0           | 0           | 46     | 30     | 9      | 7      | 65,22      | 1º          |
| 2020-2021              | Slavia Praga           | 1L                     | 34         | 26         | 8          | 0          | CRC             | 5               | 5               | 0               | 0               | UCL+UEL            | 2+12               | 0+6                | 1+3                | 1+3                | -           | -           | -           | -           | -           | 53     | 37     | 12     | 4      | 69,81      | 1º          |
| 2021-2022              | Slavia Praga           | 1L                     | 30+5       | 23+1       | 4+2        | 3+2        | CRC             | 3               | 2               | 0               | 1               | UCL+UEL+UECL       | 2+2+11             | 1+0+4              | 0+1+3              | 1+1+4              | -           | -           | -           | -           | -           | 53     | 31     | 10     | 12     | 58,49      | 2°          |
| 2022-2023              | Slavia Praga           | 1L                     | 30+5       | 20+4       | 6          | 4+1        | CRC             | 4               | 4               | 0               | 0               | UECL               | 12                 | 6                  | 3                  | 3                  | -           | -           | -           | -           | -           | 51     | 34     | 9      | 8      | 66,67      | 2°          |
| 2023-2024              | Slavia Praga           | 1L                     | 30+5       | 22+4       | 6+1        | 2          | CRC             | 3               | 2               | 0               | 1               | UEL                | 12                 | 7                  | 1                  | 4                  | -           | -           | -           | -           | -           | 50     | 35     | 8      | 7      | 70,00      | 2°          |
| 2024-2025              | Slavia Praga           | 1L                     | 30+4       | 25+3       | 3          | 2+1        | CRC             | 3               | 2               | 0               | 1               | UCL+UEL            | 4+8                | 3+1                | 0+2                | 1+5                | -           | -           | -           | -           | -           | 49     | 34     | 5      | 10     | 69,39      | 1º          |
| Totale Slavia Praga    | Totale Slavia Praga    | Totale Slavia Praga    | 257        | 188        | 45         | 24         |                 | 28              | 24              | 0               | 4               |                    | 87                 | 35                 | 20                 | 32                 |             | 1           | 1           | 0           | 0           | 373    | 248    | 65     | 60     | 66,49      |             |
| Totale carriera        | Totale carriera        | Totale carriera        | 394        | 256        | 76         | 63         |                 | 49              | 37              | 3               | 9               |                    | 107                | 46                 | 22                 | 39                 |             | 2           | 1           | 0           | 1           | 553    | 340    | 101    | 112    | 61,48      |             |

## Palmarès

### Allenatore

#### Club
- Campionato ceco: 4

Slavia Praga: 2018-2019, 2019-2020, 2020-2021, 2024-2025
- Coppa della Repubblica Ceca: 4

Slavia Praga: 2017-2018, 2018-2019, 2020-2021, 2022-2023

#### Individuale
- Allenatore ceco dell'anno: 1

2019